# Вулиця 17 червня (Берлін)
Вулиця 17 Червня (нім. Straße des 17. Juni) — вулиця в Берліні, частина Східно-Західної осі та федеральних доріг B2 і В5, що проходять через столицю Німеччини. Вулиця названа на згадку про події 17 червня 1953 року в НДР.
На заході вулиця починається від площі Ернста Рейтера (нім. Ernst-Reuter-Platz) і перетинає студентське містечко Берлінського технічного університету. Далі вулиця перетинає Ландвер-канал через Шарлоттенбурзький міст з Шарлоттенбурзькими воротами на кордоні адміністративних районів Шарлоттенбург і Тіргартен. У центрі Великого Тіргартена вулицю 17 червня перериває площа Велика Зірка. Далі вулиця закінчується біля площі 18 Березня (нім. Platz des 18. März) біля Бранденбурзьких воріт на межі з районом Мітте. Продовження вулиці 17 червня від Бранденбурзьких воріт — бульвар Унтер-ден-Лінден.

## Історія

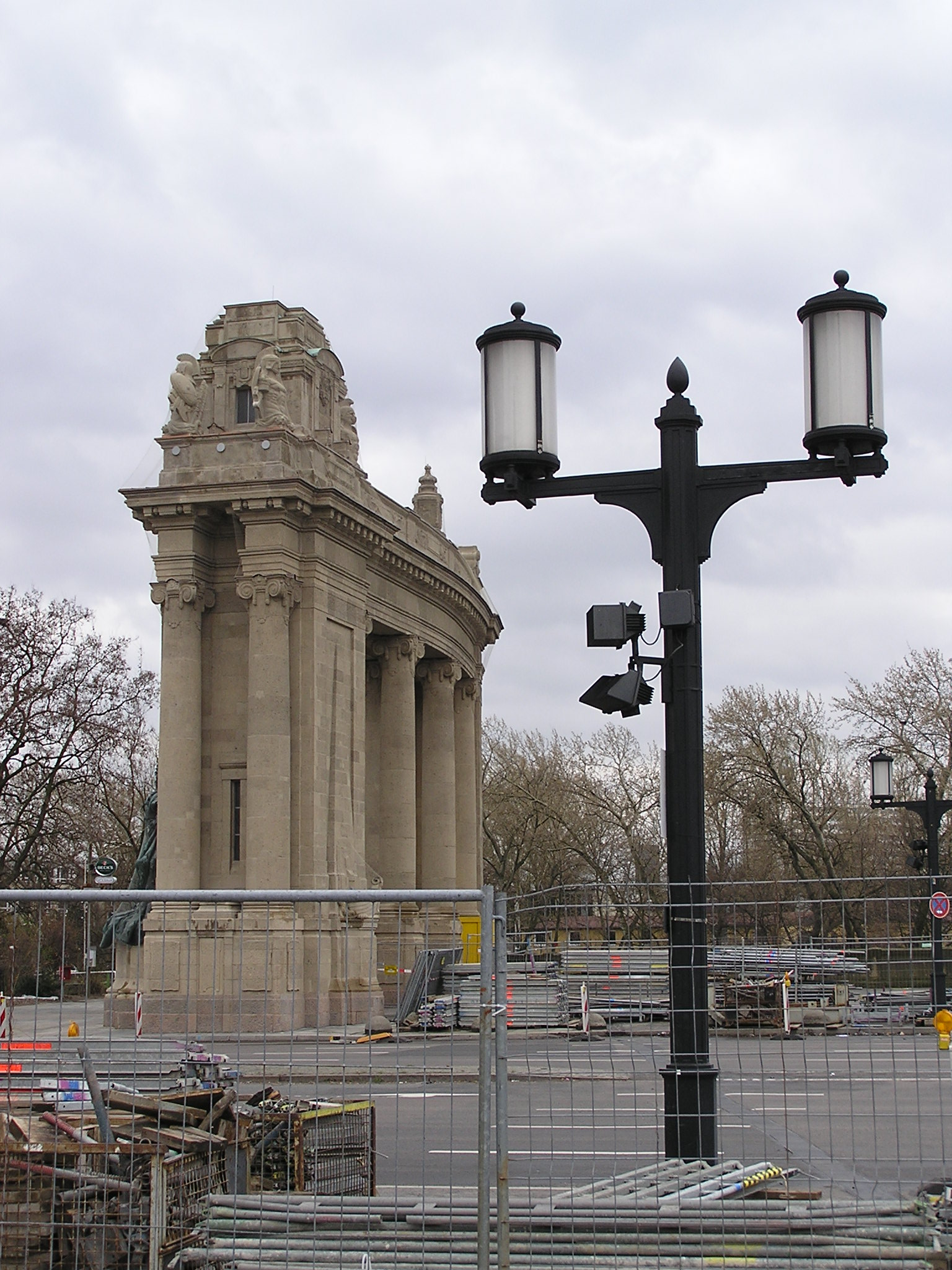
Шпеєрівські вуличні ліхтарі біля Шарлоттенбурзьких воріт

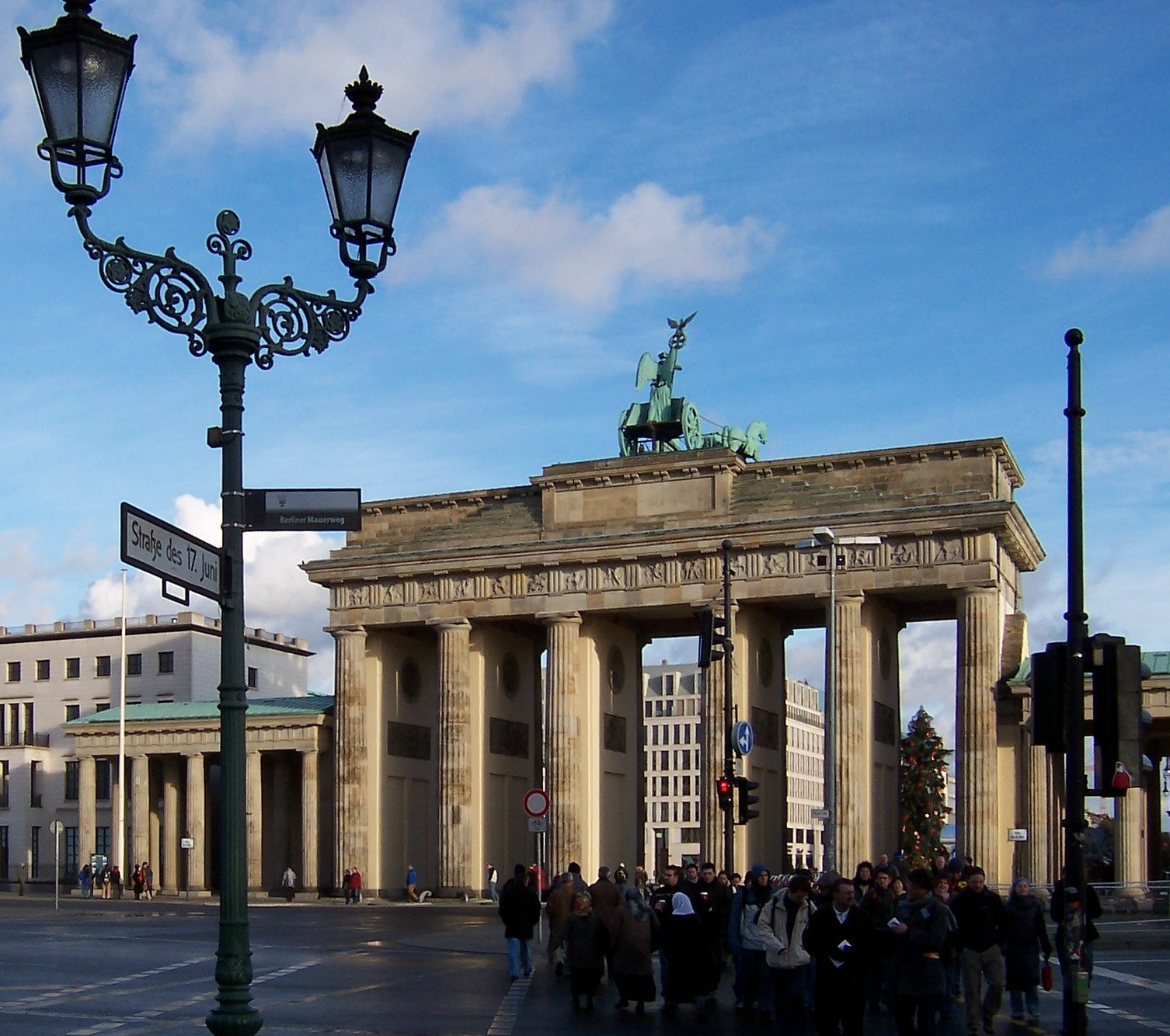
Вказівник вулиці 17 червня на фоні Бранденбурзьких воріт

Вулиця була закладена в 1697 році за наказом короля Пруссії Фрідріха I і пов'язувала Міський палац Берліна з палацом Ліценбург, що він зводив для дружини. Після смерті його дружини Софії Шарлотти Ганноверської в 1705 палац Ліценбург був перейменований в Шарлоттенбург, а вулиця — в Шарлоттенбурзьке шосе.
Ділянка вулиці у Великому Тіргартені була розширена до сучасних розмірів лише за Третього рейху під час реалізації ідеї Гітлера щодо перетворення Берліна на Столицю світу Германію. Перед нацистськими планами реконструкції не встояла найстаріша трамвайна лінія Берліна, яка з 1865 року вела від Купферграбена через Тіргартен до Шарлоттенбурга. Представницька парадна вулиця Берліна отримала в 1935 офіційну назву Східно-Західна вісь. У 1938 році її прикрасила в центрі колона Перемоги, перенесена на площу Велика Зірка з Кенігсплац (нині площа Республіки).
Архітектурне рішення вулиці 17 червня, яке в даний час знаходиться під охороною як історична пам'ятка, належить Альберту Шпеєру (у тому числі характерна форма вуличних ліхтарів). Від забудови, спроектованої за часів Третього рейху, зберігся лише Будинок Ернста Рейтера.
З 23 березня 1945 року вулиця використовувалася як злітно-посадкова смуга для сполучення Рейхсканцелярії з іншими містами Німеччини. Уздовж вулиці були розташовані червоні ліхтарі, а вибоїни негайно ремонтувалися. Вулиця продовжувала використовуватися в цій якості деякий час після Другої світової війни, оскільки дерева в Тіргартені були зрубані. Контрольний пункт знаходився на колоні Перемоги.
Сучасну назву вулиці було присвоєно рішенням уряду Берліна 22 червня 1953 на згадку про народні виступи проти радянської окупації в НДР 17 червня 1953. Цей день до 1990 року був національним святом ФРН.
У повоєнний час на вулиці 17 червня проходили численні великі заходи, як, наприклад, військові паради союзницьких військ, що проводилися до 1989 року. З 1996 по 2003 тут проходили лав-паради. З 2002 року на вулиці 17 червня відбувається щорічне свято турецької культури в Берліні «Тюрк гюню» (тур. Türk günü — турецький день). На час проведення чемпіонату світу з футболу 2006 року вулицю 17 червня було віддано футбольним уболівальникам і на шість тижнів було закрито для автомобільного руху.